# Tu viện Krzeszów
Tu viện Krzeszów, trước đây còn gọi là tu viện Grüssau (tiếng Ba Lan: Klasztor w Krzeszowie, tiếng Đức: Kloster Grüssau) là một tu viện dòng Xitô mang tính lịch sử ở làng Krzeszów (tiếng Đức: Grüssau), vùng Hạ Silesian, Ba Lan. Cái tên Grüssau của tu viện ban đầu, được thành lập vào năm 1947, là để chỉ nhà thờ của Dòng Thánh Biển Đức tại thị trấn Bad Wimpfen, bang Baden-Württemberg khi cộng động người Đức ở làng Krzeszów tìm chỗ lánh nạn bởi tu viện Grüssau đã thuộc về lãnh thổ Ba Lan.
Tu viện Grüssau từng là nơi đặt nền móng cho Dòng Thánh Biển Đức từ năm 1289 đến năm 1810. Các tu sĩ Dòng Xitô đã quản lý tu viện này cho đến khi tu viện bị vương quốc Phổ thế tục hóa. Kể từ năm 1919, tu viện Grüssau một lần nữa nằm dưới sự quản lý của các tu sĩ dòng Thánh Biển Đức, những người từng bị lưu đày khỏi Praha. Sau thời hậu chiến, tu viện có một địa điểm mới ở Tây Đức, được gọi là Grüssau hoặc Grüssau-Wimpfen. Còn riêng tu viện ở làng Krzeszów, Ba Lan thì được gọi là tu viện Krzeszów.
Tu viện Krzeszów giờ đây là một trong những Di tích Lịch sử Quốc gia của Ba Lan (Pomnik historyi). Tu viện chính thức được công nhận là di tích lịch sử vào ngày 1 tháng 5 năm 2004, và được quản lý bởi Ủy ban Di sản Quốc gia Ba Lan.